# Морнарички истражитељи (15. сезона)
Петнаеста сезона амерички полицијо-процедуралне драме Морнарички истражитељи је емитована од 26. септембра 2017. до 22. маја 2018. године на каналу ЦБС у истом термину као и претходне сезоне, уторком у 20 часова. Премијеру сезоне која је почела два месеца након што су Гибс и Мекги последњи пут виђени како се боре са групом побуњеника у Парагвају и која је усредсређена на последице тих догађаја пратило је 17,42 милиона гледалаца. Сезона је завршена 22. маја 2018. и садржала је 24 епизоде.
Радња серије се врти око измишљене екипе посебних агената из Морнаричко-злочинско истражитељске службе која води кривичне истраге у које су укључени америчка морнарица и војници. Џенифер Еспозито која је глумила посебну агенткињу Александре Квин није се вратила у ову сезону. Марија Бело се придружила глумачкој постави као др Џеклин „Џек“ Слоун, виша стална агенткиња и оперативна психолошкиња МЗИС-а. Након 15 година тумачења Еби Шуто, Поли Перет је напустила серију након 22. епизоде - "Два корака назад (2. део)". Двејн Хенри који је играо Клејтона Ривса такође је напустио ерију пошто је његов лик убијен у истој епизоди. ЦБС је обновио серију и за четрнаесту и за петнаесту сезону у понедељак, 29. фебруара 2016.

## Опис
Марија Бело је унапређена у главну поставу у епизоди "Лажирај док не успеш" након што се епизодно појавила у епизоди "Костури". Поли Перет и Двејн Хенри су напустили серију после епизоде "Два корака назад (2. део)".

## Улоге

### Главне
- Марк Хармон као Лерој Џетро Гибс
- Поли Перет као Ебигејл Шуто (Епизоде 1-22)
- Шон Мареј као Тимоти Мекги
- Вилмер Валдерама као Николас Торес
- Марија Бело као Џеклин Слоун (Епизоде 5-24)
- Емили Викершом као Еленор Бишоп
- Брајан Дицен као Џејмс Палмер
- Емили Викершом као Еленор Бишоп
- Двејн Хенри као Клејтон Ривс (Епизоде 1-22)
- Роки Керол као Леон Венс
- Дејвид Мекалум као др. Доналд Малард

### Епизодне
- Марија Бело као Џеклин Слоун (Епизода 4)
- Диона Ризоновер као Кејси Хајнс (Епизоде 17, 23−24)

## Епизоде
| Бр. у серији | Бр. у сезони | Назив                                 | Редитељ           | Сценариста                                                                 | Премијерно емитовање | Прод. код | Гледаоци САД-а (у милионима) |
| --- | ------------ | ------------------------------------- | ----------------- | -------------------------------------------------------------------------- | -------------------- | --------- | ---------------------------- |
| 331 | 1            | "Подељена кућа (2. део)"              | Тони Вармби       | Стивен Д. Бајндер                                                          | 26. септембар 2017.  | 1501      | 13.29                        |
| Екипа МЗИС-а је наставила потрагу за Гибсом и Макгијем после њиховог нестанка док су се борили против побуњеника у Паравгвају. Венс и торес су позвани на саслушање у конгрес после краха задатка у Парагвају. |              |                                       |                   |                                                                            |                      |           |                              |
| 332 | 2            | "Два по цени једног"                  | Џејмс Вајтмор мл. | Скот Вилијамс                                                              | 3. октобар 2017.     | 1502      | 13.50                        |
| Екипа истражује убиство поручника војног чије је тело пронађено на месном гробљу. Гибс и Макги морају да прођу психијатријску процену код др. Грејс Колафоне пре него што се званично врате на посао. |              |                                       |                   |                                                                            |                      |           |                              |
| 333 | 3            | "Излазна стратегија"                  | Теренс О’Хара     | Кристофер Џ. Вејлд                                                         | 10. октобар 2017.    | 1503      | 13.60                        |
| Док је био у заседи са колегом из СУП-а, Торесу је колега тајанствено нестао, а истрага која је уследила довела је МЗИС до нових доказа у вези убиства старог деценију. Такође, Дакију је стара другарица представила нове могућности током низа предавања на којима је гостовао. |              |                                       |                   |                                                                            |                      |           |                              |
| 334 | 4            | "Костури"                             | Роки Керол        | Џенифер Корбет                                                             | 17. октобар 2017.    | 1504      | 12.85                        |
| Директор Венс је дочекао посебну агенткињу Џеклин Слоун, форензичку психолошкињу за коју је лобирао да је преместе из Калифорније, у штаб. Такође, уочи олује због које је цео Вашингтон остао затворен и без струје, екипа МЗИС-а истражује отмицу једног морнара, а Торес и Бишопова су послати на море како би открили доказе.Прва појава Џеклин Слоун. |              |                                       |                   |                                                                            |                      |           |                              |
| 335 | 5            | "Лажирај док не успеш"                | Том Рајт          | Дејвид Џ. Норт                                                             | 24. октобар 2017.    | 1506      | 13.30                        |
| Кад је Ривс видео како му је другарица са НА састанака отета, екипа МЗИС-а је открила да је главни осумњичени нестао два дана раније са поверљивим војним подацима. У међувремену, Макгијева слика из пубертетских дана због које је њега срамота почела је да се шири као зараза. |              |                                       |                   |                                                                            |                      |           |                              |
| 336 | 6            | "У замци"                             | Бетанир Руни      | Брендан Фехили                                                             | 31. октобар 2017.    | 1505      | 12.11                        |
| Након што је подофицир пронађен мртав на терену за голф, Макги је провео сате и сате са жртвином радио станицом покушавајући да пронађе кључног сведока. Такође, Палмер је замолио своје сараднике да дају прилог за добротворно удружење које гради игралиште за децу, а Торес их је све изненадио својом дарежљивошћу. |              |                                       |                   |                                                                            |                      |           |                              |
| 337 | 7            | "Терет доказа (1. део)"               | Денис Смит        | Ђина Лучита Монтреал                                                       | 7. новембар 2017.    | 1507      | 13.47                        |
| Осуђени робијаш Габријел Хикс се куне да му је МЗИС сместио убиство пре деценију па је гибс започео своју истрагу почевши са Дакијевом новом обдукцијом. Убрзо су открили 2 озбиљне ствари: да је убица леворук, а Хикс деснорук и да постоји тајанствени сведок који никада није пронађен. Старији агент ФБИ-а Форнел се придружио екипи пошто је он водио изворну заједничку истрагу ФБИ-а и МЗИС-а, али само да би убедио Гибса да Хикс лаже. Када је сведок пронађен, Гибс је открио да не само што Хикс није особа која је виђена, него да ју је и Форнел пронашао тада и да то није рекао да би се осудио Хикс. Присиљен да бира између уништења пријатељу каријере и останка невиног човека у затвору, Гибс је открио доказе па је Хикс пуштен. Гибс је касније открио да је Хикс оборук и да их је све преварио. |              |                                       |                   |                                                                            |                      |           |                              |
| 338 | 8            | "Гласови"                             | Тони Вармби       | Стивен Д. Бајндер                                                          | 14. новембар 2017.   | 1508      | 13.08                        |
| Кад су гласови у глави довели једну жену до тела извођача радова осумњиченог за примање мита, екипа је добила задатак да је искористи како би сазнали шта се десило, али су схватили да она крије и више него што схвата. Макги и Дилајла се не слажу око тога да ли да виде који им је пол дете. |              |                                       |                   |                                                                            |                      |           |                              |
| 339 | 9            | "Спремни?"                            | Теренс О’Хара     | Скот Вилијамс                                                              | 21. новембар 2017.   | 1509      | 12.54                        |
| Екипа је пронашла неухватљивог трговца оружјем који је недавно убио једног службеника МИ5. Еби је хитно одвела Дилајлу у болницу јер су јој почели трудови три недеље пре времена. Ствари су се усложиле кад се трговац оружјем појавио у истој болници у којој су Дилајла и Макги па због тога Макги и чувар на интензивној нези Морган Кејд морају све да обезбеде. |              |                                       |                   |                                                                            |                      |           |                              |
| 340 | 10           | "Двоструки пад"                       | Алрик Рајли       | Кристофер Џ. Вејлд                                                         | 12. децембар 2017.   | 1510      | 12.58                        |
| Слоунова и Торес су на задатку заштите једног конгресмена (и једног Гибсовог пријатеља) у Авганистану, али је то отказано раније јер се његов син повредио при паду. Слоунова и Торес покушавају да врате конгресмена у САД што је безбедније могуће, али због сталног конгресменовог мешања да стигну тамо брже, екипа је завршила у пустињи на погрешном путу у области у којој су и побуњеници, а животи им висе о концу јер су улетели и у минско поље. Сада морају да преживе таман толико да позову помоћ док покушавају да се врате док син не умре. Разни делови из прошлости Слоунове почели су да се откривају јер је пронашла нешто што јој је од раније ту остало. |              |                                       |                   |                                                                            |                      |           |                              |
| 341 | 11           | "Велика плима"                        | Тони Вармби       | Дејвид Џ. Норт и Стивен Д. Бајндер                                         | 2. јануар 2018.      | 1512      | 14.10                        |
| Торес и Бишопова су отишли на тајни задатак као злочиначки пар плаћеника токок МЗИС-овог проналажења противзаконите трговине дрогом која се води из грађанске луке у Норфолку. Кад су почела тела да се појављују, Торес је покушао да убеди Бишопову да пре него што позову помоћ морају сами да открију ко води ланац трговине дрогом чиме су открили своје нове стране једно другом. |              |                                       |                   |                                                                            |                      |           |                              |
| 342 | 12           | "Мрачне тајне"                        | Бетани Руни       | Џорџ Шенк и Френк Кардеа                                                   | 9. јануар 2018.      | 1511      | 14.24                        |
| Кад је откривено да је наизглед срећна и успешна поручница војна одузела себи живот, Гибс и екипа су покренули темељну истрагу и разговарали са породицом и пријатељима из њене прошлости и садашњости. |              |                                       |                   |                                                                            |                      |           |                              |
| 343 | 13           | "Породичне везе"                      | Роки Керол        | Брендан Фехили                                                             | 23. јануар 2018.     | 1513      | 13.97                        |
| Кад су Макги и Торес дошли до куће средњошколке која је видела саобраћајну несрећу, родитељи су побегли са ћерком због чега је МЗИС кренуо у потрагу. Такође, Венсова ћерка је ухапшена због крађе. |              |                                       |                   |                                                                            |                      |           |                              |
| 344 | 14           | "Пријатеље држи близу... (2. део)"    | Марк Хоровиц      | Ђина Лучита Монтреал                                                       | 6. фебруар 2018.     | 1514      | 13.90                        |
| Кад је тело заповедника војног пронађено, Венс је наредио Гибсу и екипи да сарађују са бившим агентом ФБИ-а Тобијасом "ТК" Форнелом, сада личним истражитељем који је унајмљен да га пронађе. Такође, Бишопова и Торес су саслушали осуђеног саветника за улагања Алберта Хатавеја кад је жртва доведена у везу са његовим сензационалним суђењем. У међувремену, СЛоунова је наставила МЗИС-ову истрагу о Габријелу Хиксу. Епизода се завршила висећом судбином кад су коола Хиксове заступнице одлетела у ваздух, а Слоунова остала да лежи на сред пута у несвести. |              |                                       |                   |                                                                            |                      |           |                              |
| 345 | 15           | "...А непријатеље још ближе (3. део)" | Томас Џ. Рајт     | Џенифер Корбет                                                             | 27. фебруар 2018.    | 1515      | 12.45                        |
| Слоунова је постала убеђена да је Габријел Хикс, убица који је обмануо Гибса и Форнела, убио своју заступницу јер је она открила нешто што је доказивало његову кривицу. На Макгијево незадовољство, МЗИС се нагодио са Хиксовим бившим цимером, осуђеним убицом Полом Тифом, дајући му 48-часовни боравак у бившем стану (сада Макгијевом стану) јер би у замену за то Тиф пружио податке којим би се осудио Хикс. |              |                                       |                   |                                                                            |                      |           |                              |
| 346 | 16           | "Руковати нежно"                      | Алрик Рајли       | Метју Р. Џарет и Скот Џ. Џарет                                             | 6. март 2018.        | 1516      | 12.92                        |
| Гибс и екипа раде како би скинули љагу са имена наредника војног у пензији Џона Роса када је пронађен цијанид у једном од стотине пакета помоћи које он шаље војницима на службовању (због чега је страдао десетар Џејмс Свини). И док се породица препире међу собом ко од тога добија највише, сумње МЗИС-а су брзо пале на водитеља Вита Декстера који је наедавно намамио Роса у своју емисију да би могао да га нападне неоснованим објашњењима завере. Ипак, супруга је покојног војника варала са девером и за њих је откривено да су одговорни. Рос, за кога се знало да је био у заробљеништву 5 година, се бори да преброди то. То је подсетило Слоунову на сопствено заробљеништво због чега су се обоје суочили са својим утварама. |              |                                       |                   |                                                                            |                      |           |                              |
| 347 | 17           | "Ђубре једно човека"                  | Мајкл Зинберг     | Скот вилијамс                                                              | 20. март 2018.       | 1517      | 13.26                        |
| Гибс и Даки су приметили старински ратни штап на телевизији који би могао да буде нестало оружје из случаја убиства од пре 16 година.Прва појава Кејси Хајнс. |              |                                       |                   |                                                                            |                      |           |                              |
| 348 | 18           | "Смрт одозго"                         | Роки Керол        | Кристофер Џ. Вејлд                                                         | 27. март 2018.       | 1518      | 11.94                        |
| Штаб МЗИС-а је испражњен након што је екипа открила делове за направу на крову изнад одељенске просторије. Екипа је прочитала рукопис Дакијеве књиге. |              |                                       |                   |                                                                            |                      |           |                              |
| 349 | 19           | "Бројчано ограничење"                 | Лесли Либмен      | Дејвид Џ. Норт и Стивен Д. Бајндер                                         | 3. април 2018.       | 1519      | 12.23                        |
| Гибсу је одобрена заштита десетогодишњег сирочета Елене кед је МЗИС открио да је она мета једне насилне багре. |              |                                       |                   |                                                                            |                      |           |                              |
| 350 | 20           | "Невиђен призор"                      | Бетани Руни       | Брендан Фехили                                                             | 17. април 2018.      | 1520      | 11.58                        |
| МЗИС трага за десетаром осумњиченим за напад који је побегао након што је шериф који га је превозио упао у језеро. Такође, Торес блиско сарађује са Ени Барт, кључном слепом сведокињом која је чула битне доказе потребне за решевање случаја. На крају епизоде је Торес одвео Ени на ручак што је изгледа засметало Бишоповој. |              |                                       |                   |                                                                            |                      |           |                              |
| 351 | 21           | "Корак напред (1. део)"               | Џејмс Вајтмор мл. | Ђина Лучита Монтреал                                                       | 1. мај 2018.         | 1521      | 12.35                        |
| Ћерка је убедила Гибса да истражи убиство њене мајке јер верује да је полиција осудила погрешног човека. Еби је добила резервацију за један ресторан у ком је хладно као у игалу до које је тешко доћи. Резервација гласи на двоје људи па она размишља кога од сарадника да поведе па се на крају одлучила за Ривса кад је видела његов добротворни рад око бивших бораца бескућника. епизода се завршила висећом судбином када је један лопов сатера Еби и Ривса у уличицу под претњом пиштоља и захтевао новац. Ривс је извадио свој новчаник, а Еби се понудила да помогне уместо да преда своју торбицу. Чуо се пуцањ. |              |                                       |                   |                                                                            |                      |           |                              |
| 352 | 22           | "Два корака назад (2. део)"           | Мајкл Зинберг     | Џенифер Корбет                                                             | 8. мај 2018.         | 1522      | 15.08                        |
| Кад су докази открили да је један од чланова екипе МЗИС-а најновија мета плаћеника, екипа мора да прекопа по старим случајевима да би открила ко жели освету. Ривс је подлегао повредама задобијеним у борби са лоповом јер је нагонски заштитио Еби која је завршила у болници. Лопова је унајмио Роберт Кинг који је гајио освету против Еби после хапшења па га је Еби лично привела лицу правде. Гледајући Ривсово тело у соби за обдукцију, Еби се заклела да испуни његову жељу за покретањем добротворног удружења у његовом родном Лондону и одлучила да оде из МЗИС-а због тога.Последња појава Ебигејл Шуто и Клејтона Ривса. |              |                                       |                   |                                                                            |                      |           |                              |
| 353 | 23           | "Разлаз"                              | Мајкл Зинберг     | Синопсис: Дејвид Џ. Норт и Кристофер Џ. Вејлд Сценарио: Кристофер Џ. Вејлд | 15. мај 2018.        | 1523      | 12.71                        |
| Док је Гибс био на парастосу другу који је нестао на мору, он је открио да се покојни капетан војни Филип Брукс крије у склоништу након што му је брод нападнут због чега је допливао до обале. У међувремену, екипа МЗИС-а мора да се суочи са стварношћу губитка агента сарадника. |              |                                       |                   |                                                                            |                      |           |                              |
| 354 | 24           | "Састанак са судбином (1. део)"       | Тони Вармби       | Џорџ Шенк, Френк Кардеа и Скот А. Вилијамс                                 | 22. мај 2018.        | 1524      | 12.07                        |
| Док је била на састанку на слепо који су јој средили Макги и Дилајла, Слоунова је налетеле на једног човека кога је препознала као једног од својих заточитеља из заробљеништва у Авганистану па је била ухапшена јер га је напала. У међувремену, екипа МЗИС-а истражује војни разарач због могућег подметања направе за шта се касније испоставило да је лажно пријавио капетанов син како би проводио више времена са оцем. Венс, Слоунова и Макги су истражили идентитет њеног заточитеља и открили да је непознати човек Најџел Хаким, британски добротвор додељен британском посланству. Кад су преслушали звучни запис једног од војника који је био заробљен са Слоуновом, препознали су Хакима као заточитеља. Док Слоунова покушала да убије Хакима, Гибс се умешао и понудио помоћ у његовом хватању. Сумње Слоунове су се обистиниле кад је екипа сазнала да је Хаким већ отишао из земље другим ваздухопловом. Епизода се завршила висећом судбином јер они нису знали да је Хаким отео Венса. |              |                                       |                   |                                                                            |                      |           |                              |

## Снимање
Серију је ЦБС обновио за четрнаесту и петнаесту сезону у понедељак, 29. фебруара 2016. Објављено је да је Џенифер Еспозито, која је глумила агенткињу МЗИС-а Александру Квин, отишла и да ће је заменити Марија Бело као агент Џеки Слоун — нова чланица глумачке поставе која почиње епизодом 15.5. Белова је потписала трогодишњи уговор да остане у серији до краја њене седамнаесте сезоне. Снимање је почело у јулу 2017, а остали чланови глумачке поставе су се вратили.
Директори серије Френк Кардеа и Џорџ Шенк (у својој првој пуној сезони на челу) желели су да усредсреде 15. сезону на „добру загонетку и више самосталних епизода него дводелне или троделне“. Међутим, приметили су да не би бежали од вишеделних епизода ако би се сматрало да је прича вредна тога. Ова сезона укључивала је лук од три епизоде који се врти око низног убице Габријела Хикса, а епизоде су: "Терет доказа", "Пријатеље држи близу..." и "...А непријатеље још ближе".
Што се тиче Квининог одласка, посебни агент Торес (Вилмер Валдерама) је изјавио у 15:1 („Подељена кућа“) да је Квинова сада на одсуству и брине о својој мајци. Ово се поклапа са текућом причом-луком који је њен лик одржавао неко време. Специфична тачка преокрета између ликова Квинове и Слоунове се дешава на крају 15:4 када је премијерно приказан Белоин лик. У другој централној најави за избор глумаца, ТВ Водич је 4. октобра 2017. чланица изворне глумачке поставе Поли Перет напустити улогу "Еби Шуто" након завршетка петнаесте сезоне. Перетина последња епизода била је епизода 22 која је емитована 8. маја 2018. Такође, у овој епизоди, Двејн Хенри (Клејтон Ривс) је отписан из серије.
Серија је обновљена за шеснаесту сезону 13. априла 2018. након договора са Марком Хармоном да се врати на додатне две године.